# Forstkette
Als Forstketten bezeichnet man speziell zum Holzrücken ausgelegte hochfeste Ketten. Forstketten sind in verschiedenen Dimensionen und Ausführungen erhältlich. In Verbindung mit Seilwinden und Seilrollen kann Stammholz auch aus unwegsamen Gelände gezogen werden. Durch entsprechende Farbgebung sind die Ketten im Wald leicht wieder zu finden.

## Güteklassen von Forstketten
Die Ketten und ihre Zubehörteile sind von den Herstellern entsprechend den Güteklassen gekennzeichnet. Durch Verschleißfestigkeit (spezielle Vergütung) ist eine hohe Lebensdauer und daher Wirtschaftlichkeit gewährleistet.

### Standard Forstrückeketten
Forstrückeketten gibt es in verschiedenen Güteklassen. Gängig ist die Güteklasse 8 (rot lackiert) für den allgemeinen Forsteinsatz. Durch umfangreiches Zubehör im Kuppelsystem können Forstketten in jede gewünschte Länge und Ausführung wirtschaftlich im Baukastensystem montiert werden. Je nach Einsatzzweck werden Rundgliederketten oder Vierkantketten verwendet.

### Forstketten für Profirücker
Der Profirücker setzt die Sondergüte 10 (blau lackiert) ein. Durch höhere Zugfestigkeit des Materials können kleinere Kettendimensionen eingesetzt werden – dies bringt eine teilweise erhebliche Gewichtsersparnis mit sich. Die Sondergüte 10 wird nur als Vierkantkette angeboten und verfügt daher über hohe Griffigkeit besonders bei nassem oder vereistem Holz.

## Arten von Forstketten
Forstketten werden in unterschiedlichen Standardausführungen angeboten:

### Rückeketten

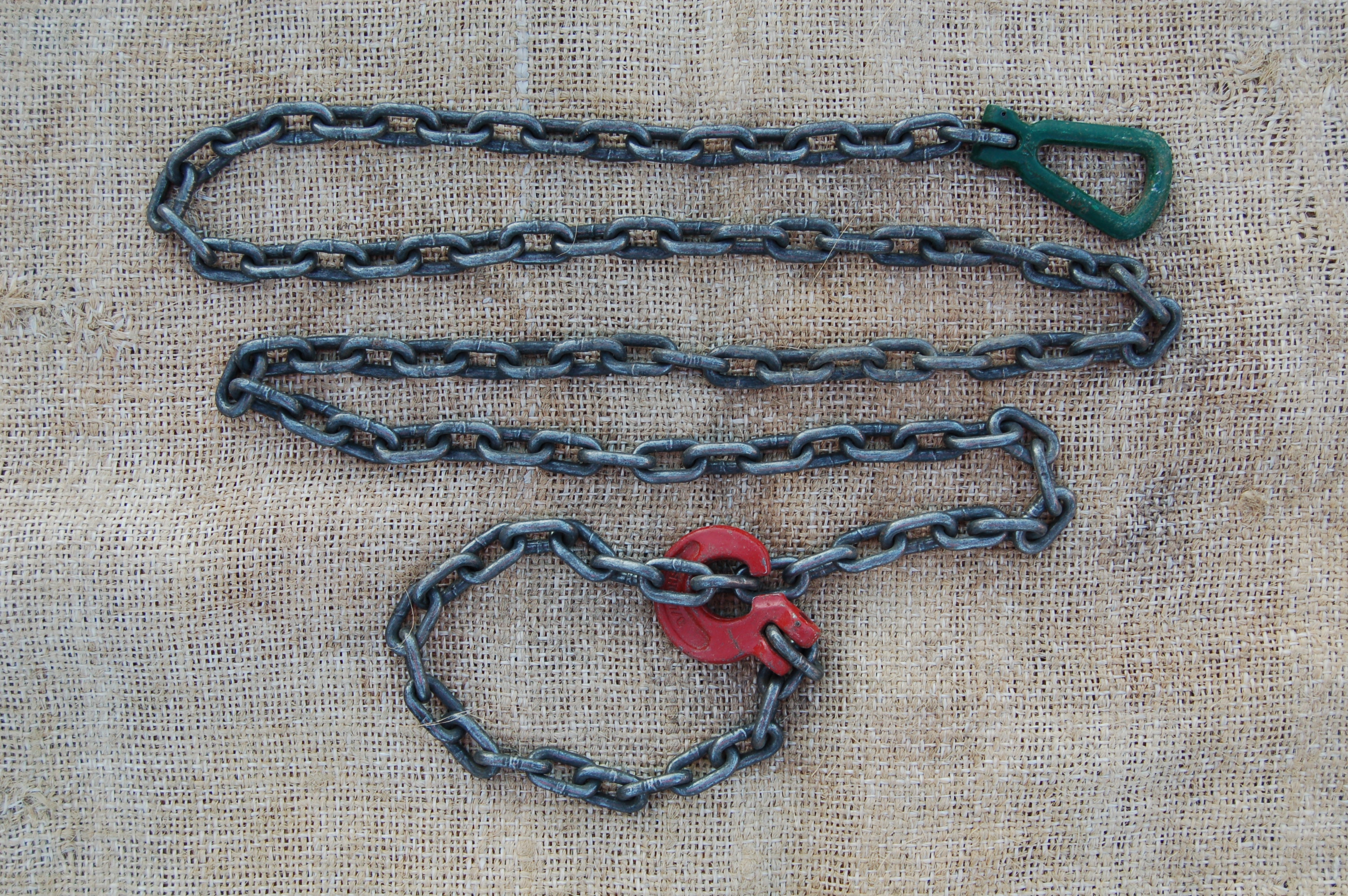
Rückekette mit Aufhängeglied (grün) und Schlinghaken (rot)

Diese Kettenausführung verfügt an einem Ende über ein großes Aufhängeglied und an anderem Ende über einen Schlinghaken oder Lasthaken. Das Aufhängeglied wird direkt am Schlepper befestigt. Das andere Ende der Kette mit dem Haken wird um den zu ziehenden Stamm schlaufenförmig gelegt, die Schlaufe zieht sich beim Rücken fest um den Stamm.

### Allzweckketten
Im Gegensatz zur Rückekette wird hier als Endbeschlag ein Parallelhaken eingesetzt, so dass die Kette beliebig verkürzt werden kann. Hier zieht sich die Kette beim Rücken jedoch nicht durch die Zugkräfte um den Stamm fest.

### Choker- bzw. Würgeketten
Beim Einsatz von Choker- bzw. Würgeketten werden diese mittels eines Chokerhakens oder eines Seilgleitbügels am Zugseil eingehängt. Die gängigste Chokerkette besteht aus einem Schlinghaken auf der einen Seite und einer Durchstecknadel auf der anderen Seite der Kette.
Ein sog. Seilgleitbügel mit Verkürzungslasche ist bereits auf dem Zugseil angebracht. Durch die Verkürzungslasche kann die Kette in jeder beliebigen Länge zurückgehängt werden.